# Anabar (fiume)
L'Anabar è un fiume della Siberia centro-settentrionale (Repubblica della Sacha-Jacuzia).
Nasce con il nome di Bol'šaja Kuonamka (grande Kuonamka) nella parte meridionale dell'altopiano che da lui ha preso il nome; scorre dapprima con direzione orientale, lungo il pedemonte del suddetto altopiano, dirigendosi successivamente verso nord attraverso il bassopiano siberiano settentrionale, ricevendo da destra la Malaja Kuonamka, la Udja, il Majat e l'Ėbeljach dalla destra idrografica, la Suolama, il Charabyl  e il Konnies dalla sinistra. Sfocia nel mare di Laptev dopo un percorso di 939 km, con un estuario che ha preso il nome di baia dell'Anabar, che più a nord si sviluppa nel più vasto golfo dell'Anabar.
Il fiume attraversa zone dal clima rigidissimo e, per questo, con un popolamento pressoché nullo: l'unico insediamento di un certo rilievo è Saskylach, ad un centinaio di chilometri di distanza dalla foce.
Il bacino del fiume Anabar è ricco di giacimenti di diamanti; si tratta di una delle zone diamantifere più ricche del mondo, dopo quelle sudafricane e australiane.